# Nothocremastus bulgaricus
Nothocremastus bulgaricus är en stekelart som beskrevs av Kolarov 1997. Nothocremastus bulgaricus ingår i släktet Nothocremastus och familjen brokparasitsteklar. Inga underarter finns listade i Catalogue of Life.